# Vagabond-prinsen
Vagabond-prinsen er en amerikansk stumfilm fra 1916 af Charles Giblyn.

## Medvirkende
- H. B. Warner - Torio
- Dorothy Dalton - Lola "Fluffy"
- Roy Laidlaw - Burton Randall
- Katherine Kirkwood - Athalia
- Charles K. French - "Spud" Murphy